# Magyar László (levéltáros)
Magyar László (Hajdújárás, 1937. június 3. – Toronto, Kanada, 1998. június 10.) vajdasági magyar levéltáros, hely- és művelődéstörténész.

## Életpályája
Szülei Ludasról és Palicsról származtak. Gimnáziumi tanulmányait Szabadkán (1957), a filológiát a Belgrádi Egyetem bölcsészeti karán végezte el 1969-ben. 1964–1975 között német–angol nyelvtanárként dolgozott Hajdújáráson és Bácsszőlősön. 1975–1998 között a Szabadkai Történelmi Levéltár levéltárosa volt. 1976-tól bel- és külföldön (Ausztria, Szlovákia, Magyarország) levéltári kutatásokat végzett. 1982–1987 között az Újvidéki Egyetem Történelemtudományi Intézetének külső munkatársa volt. 1984-től a Szabadkai Monográfiai Szervezet tagja volt.
Több levéltári kiállítás rendezője, melyek közül legjelentősebb az 1991. évi (Szabadka évszázadai). Kutatási területe Szabadka története a középkortól az Osztrák–Magyar Monarchia összeomlásáig, különös tekintettel a város művelődéstörténetére.

## Művei
- Útravaló. Pályamű-értékelések a szabadkai főgimnáziumban 1885 és 1918 között. Írta: Toncs Gusztáv–Loósz István, összegyűjtés, bevezetés és jegyzetek (Szabadka, 1981)
- Három kincsestár. Adalékok a szabadkai levéltár, könyvtár és múzeum történetéhez (Szabadka, 1985)
- Aczél Henrik Szabadkán. Levéltári dokumentumok. Közread. és bevez. (Szabadka, 1992)
- Életek, iratok-iratok, életek. Egy levéltáros írásaiból (Újvidék, 1994)
- Lányi Ernő szabadkai évei, levéltári dokumentumok, összegyűjt. és a bev. írta (Szabadka, 1996)
- Szabadka igazgatástörténetéből, 1428-1918 [a polgármesterek névjegyzékéval]. Tanulmányok, dokumentumok, összeállította Szabó Józseffel (Szabadka, 1996)
- Milkó Izidor és könyvtára. Levéltári dokumentumok, összegyűjt. és a bev. (Szabadka, 1997)

## Díjai
- Üzenet-díj (1989)
- Bodrogvári Ferenc-díj (1991, 2004)[3]